# Vinh Quang, Vĩnh Bảo
Vinh Quang là một xã thuộc huyện Vĩnh Bảo, thành phố Hải Phòng, Việt Nam.
Xã Vinh Quang có diện tích 5,79 km², dân số năm 1999 là 7048 người, mật độ dân số đạt 1217 người/km².